# Liceul de Artă „George Apostu” din Bacău
Liceul de Artă „George Apostu" este un liceu din municipiul Bacău, recunoscut pe plan județean și național.